# San Lorenzo Tenochtitlán
San Lorenzo Tenochtitlán är en ort i Mexiko.   Den ligger i kommunen Texistepec och delstaten Veracruz, i den sydöstra delen av landet, 500 km öster om huvudstaden Mexico City. San Lorenzo Tenochtitlán ligger 22 meter över havet och antalet invånare är 1 037.
Terrängen runt San Lorenzo Tenochtitlán är mycket platt. Runt San Lorenzo Tenochtitlán är det ganska glesbefolkat, med 30 invånare per kvadratkilometer. Närmaste större samhälle är Hidalgotitlán, 12,1 km öster om San Lorenzo Tenochtitlán. Trakten runt San Lorenzo Tenochtitlán består till största delen av jordbruksmark.